# Балуй (Кезький район)
Балу́й (Балуї, рос. Балуй, Балуи) — присілок в Кезькому районі Удмуртії, Росія.
Населення — 15 осіб (2010; 26 в 2002).
Національний склад станом на 2002 рік:
- росіяни — 100 %